# Platylobium formosum
Platylobium formosum là một loài thực vật có hoa trong họ Đậu. Loài này được James Edward Smith miêu tả khoa học đầu tiên.

## Hình ảnh

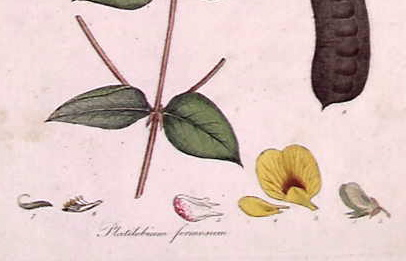
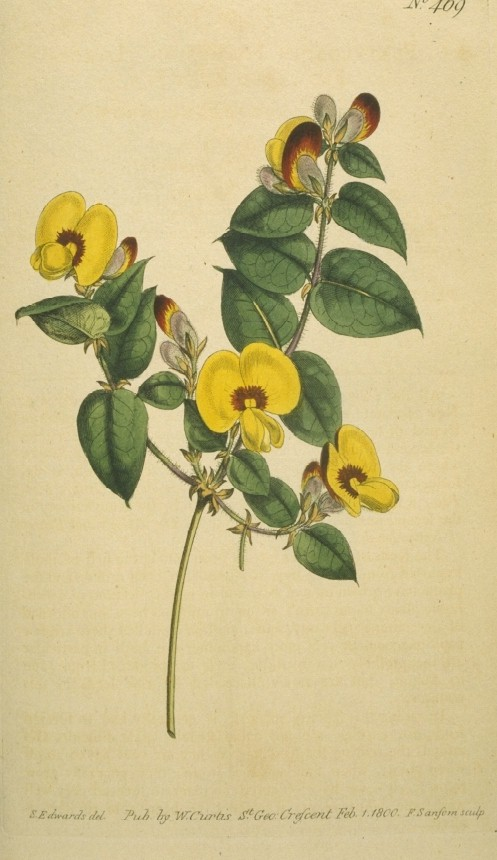